# Анна фон Ринек
Анна фон Ринек (на немски: Anna von Rieneck; † 27 август 1306) е графиня от Графство Ринек и чрез женитба шенк на Ербах в Райхенберг в Райхелсхайм в Оденвалд.

## Произход
Тя е голямата дъщеря на граф Герхард IV фон Ринек († 1295) и съпругата му Аделхайд фон Хоенлое-Браунек († сл. 1326), дъщеря на Хайнрих I фон Хоенлое-Браунек-Нойхауз († 1267).

## Фамилия
Анна фон Ринек се омъжва за шенк Йохан I фон Ербах (* ок. 1275; † 1296), син на шенк Еберхард III фон Ербах-Райхенберг († 1269) и съпругата му Анна фон Бикенбах († 1255). Йохан I фон Ербах построява между средата и края на 13 век замък Райхенберг. Те имат децата:
- Хайнрих († 1334), шенк фон Ербах, женен за Клара фон Льовенщайн, дъщеря на граф Николаус фон Льовенщайн (извънбрачен внук на император Рудолф I) и Вилибирг фон Вертхайм († 1342), дъщеря на граф Рудолф II фон Вертхайм
- Еберхард VI († 1348), шенк фон Ербах, женен за Уда фон Роденщайн († 6 май 1345)
- Еуфемия фон Ербах († сл. 1321), омъжена за Еркингер фон Франкенщайн († сл. 1321), син на Конрад I фон Франкенщайн († сл. 1292) и Ирменгард фон Магенхайм († сл. 1292)